# اووچولو (شماخی)
اووچولو (به لاتین: Ovçulu) یک منطقه مسکونی در جمهوری آذربایجان است که در شهرستان شماخی واقع شده است. اووچولو ۱۱۳۰ نفر جمعیت دارد.